# Дончо Шопов
Дончо Христов Шопов е български революционер, деец на Вътрешната македоно-одринска революционна организация.

## Биография
Дончо Шопов е роден в 1868 година в град Свети Врач, тогава в Османската империя, днес град Сандански, България. Участва с четите на Ильо Малашевски и Димитър Попгеоргиев в Кресненско-Разложкото въстание и в Сръбско-българската война. Присъединява се към ВМОРО и е четник на Гоце Делчев и Яне Сандански. Участва и в Илинденско-Преображенското въстание.
Умира в 1943 година.